# Конгрес ерзянського народу

Етнічний прапор ерзя

Конгрес народу ерзя (ерз. Эрзянь Инекужо, рос. Конгресс эрзя народа, Конгресс эрзянского народа, Эрзянский конгресс) — національна організація ерзян в Росії.
Конгрес оцінює становище ерзянської мови в Росії як «вкрай дискримінаційне», вважає назву «мордва» принизливою, вимагає утворення окремої ерзянської автономії.
У грудні 2014 року виконком конгресу закликав ерзя утриматися від участі у війні в Україні.